# 양수중학교
양수중학교(楊水中學校)는 대한민국 경기도 양평군 양서면 용담리에 있는 공립 중학교이다.

## 학교 연혁
- 1986년 6월 25일 : 국수중학교 양수분교 2학급 인가
- 1987년 3월 5일 : 국수중학교 양수분교 개교
- 1988년 10월 6일 : 본관 교실 2개 추가 준공
- 1989년 3월 3일 : 국수중학교 양수분교장 6학급 인가
- 2005년 3월 1일 : 양수중학교로 승격(6학급) (양수초등학교와 통합)
- 2015년 2월 13일 : 양수중학교 제10회 졸업식(64명, 총 1,424명)
- 2018년 9월 1일 : 제8대 김유숙 교장 취임
- 2021년 3월 2일 : 제17회 입학식(2학급 58명)
- 2022년 3월 2일 : 제9대 홍현서 교장 취임

## 참고 자료
- 양수중학교 - 한국교육학술정보원 학교알리미